# 1817年ジェームズ・モンロー大統領就任式
第5代アメリカ合衆国大統領のジェームズ・モンローの1回目の就任式は、1817年3月4日火曜日にワシントンD.C.の旧ブリック国会議事堂（現在は最高裁判所ビルが建っている）の正面で行われた。これは8回目となる大統領就任式であり、大統領のジェームズ・モンローと副大統領のダニエル・D・トンプキンズの1期目の始まりとなった。大統領就任宣誓は最高裁判所長官のジョン・マーシャルが執り行った。

## 式典
1817年3月4日正午にモンローは約8000人の群衆が集う議事堂に到着した。これはそれまで市内に集まった最大の群衆であった。それまでの就任式と異なって議会が屋内での式典に同意しなかったために屋外の壇上にて行われた。モンローから国務長官に任命されなかったことを不満に思ったヘンリー・クレイは下院議会での式典開催に反対し、就任式に出席しなかった。天候は穏やかな晴れであった。モンローの到着を最初に出迎えたのは海兵隊といくつかの民兵連隊であった。
トンプキンスの短い演説の後、人前で喋るのが得意ではなかったモンローが就任演説を行ったが、聴衆には聞き取りづらかったとされている。モンローは直近の米英戦争後の準備増強と派閥争いに終止符を打つための共和主義者と連邦主義者の結束を訴えた。